# مسجد كمال مول

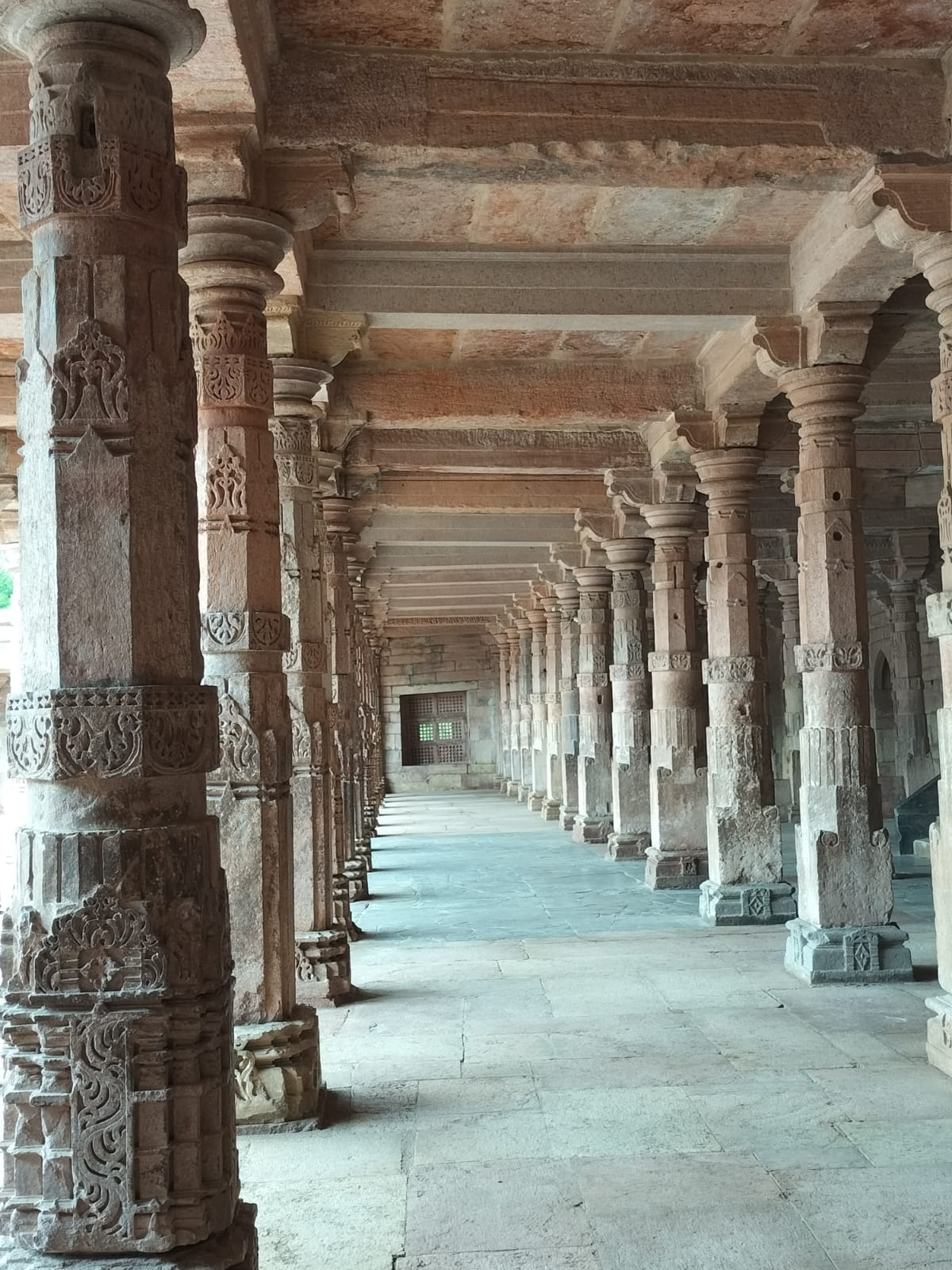
دار، المدخل الداخلي لمسجد كمال مولا يظهر الأعمدة المعاد تدويرها، مع عوارض وسقف تم إصلاحها بواسطة المسح الأثري للهند.

مسجد كمال مولا (هندستاني: Kamāl maula masjid) هو مبنى في مدينة دار في ولاية ماديا براديش الهندية.

## الوضع الحالي
يُعرف أيضًا باسم بهوش شالا، وهو موقع محمي ومعلم تاريخي تحت المسح الأثري للهند. يحمل الرقم N-MP-117 في قائمة المعالم الأثرية ذات الأهمية الوطنية في ماديا براديش/الغرب. يقع في وسط المدينة القديمة، وهو موقع متنازع عليه ويدعيه كل من المسلمين والهندوس، على الرغم من أن جمهورية الهند لها السلطة النهائية والولاية القضائية عليه. يسمح المسح الأثري للهند بالعبادة من قبل الهندوس يوم الثلاثاء ومن قبل المسلمين يوم الجمعة لمدة ساعتين في كل أسبوع. بالإضافة إلى ذلك، يُفتح الموقع للعبادة في "فاسانت بانشامي" للإلهة سارسواتي. عندما تتزامن الأعياد، تحدث توترات طائفية، مما يتطلب وجود الشرطة للحفاظ على النظام. تحكم القواعد المنصوص عليها في قواعد المواقع الأثرية والمواقع والأنقاض القديمة 1959، التي نشرت في جريدة الهند، العمليات اليومية، ويؤثر قانون أماكن العبادة (الأحكام الخاصة) 1991 أيضًا على إدارة الموقع.

## الموقع والتاريخ
المعلم يقع في وسط المدينة الدائرية العصور الوسطى في دار، ويُحتمل أن يكون قد بُني على يد سلالة بارامارا في القرن العاشر. كانت المدينة لفترة طويلة إحدى عواصم مالوا ومقر الحكومة الإقليمية في القرون اللاحقة، وأصبحت عاصمة الماراثا للـ "باوار" في القرن الثامن عشر. كانت مركزًا بارزًا للتعليم، وتجميع المخطوطات، وتبادل التجارة في الماشية، كما يبدو أنها كانت مركزًا للسبائك المعدنية، كما يشير اسم داراناجارا (مدينة السيوف) وعمود الحديد الموجود هناك (انظر عمود دار الحديد). بعد عدد من الحروب بين الياديون والسولانكيس والباراماراس، والتي تم خلالها نهب مدينة دار وحرقها مرارًا وتكرارًا، أصبحت مالوا تحت سلطنة دلهي في أوائل القرن الرابع عشر. تم بناء مسجد كمال مولا قريبًا بعد ذلك، لكن السنة الدقيقة غير معروفة. وُجد نقش إسلامي بجانب المبنى يعود تاريخه إلى عام 1392 يصف إصلاحات أجراها ديلوار خان، الحاكم آنذاك. بعد فترة من وفاة الشيخ الصوفي تشِشْتي كمال الدين في عام 1331 ميلادي، تم وضع قبره بجانب المسجد وأصبح المبنى يُعرف بمسجد كمال مولا. وهذا يشير إلى أن المبنى بُني قبل عام 1331.

## العمارة

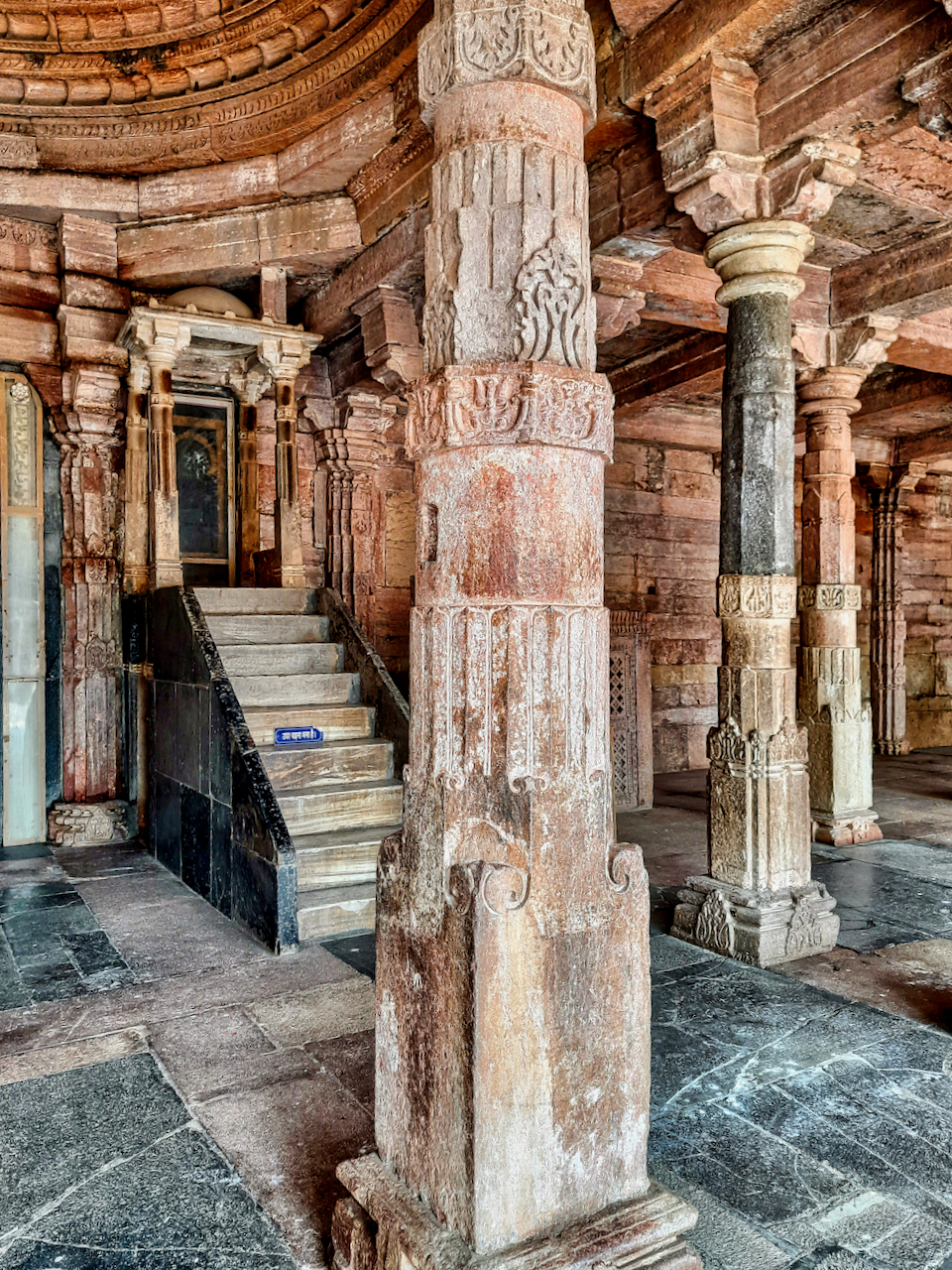
دار، داخل قاعة الصلاة يظهر الأنواع المختلفة من الأعمدة والمحراب.

يحتوي المبنى على العديد من الأعمدة المصنوعة من الحجر الرملي بتصاميم متنوعة، ويبدو أن معظمها يعود إلى القرنين الحادي عشر والثاني عشر. لم تكن الأعمدة مُعاد تدويرها فحسب، بل تم وضعها فوق بعضها البعض لرفع ارتفاع السقف. ويتبع هذا أساليب البناء المعروفة في أجمير ومجمع قطب في دلهي. في أماكن مختلفة، تمت إضافة قباب من البناء مستوى مزخرفة بنقوش معقدة وأشكال لوتس. يُعتبر المحراب والمِنْبَر من الإضافات اللاحقة، تم إضافتهما في القرن الـ 15 على يد ملوك ماندو في زمن سلطنة مالوا. علاوة على ذلك، يحتوي المبنى على مجموعة من الألواح الحجرية تحتوي على نقوش باللغة السنسكريتية والبراكنية تم جمعها من أماكن مختلفة وتم تثبيتها على الجدران والأرضيات، على ما يبدو تم تجميعها للعرض في العصور الوسطى مثل المتحف الحديث. وتشمل هذه القواعد النحوية السنسكريتية والرسوم البيانية الغامضة. في فناء المبنى، يوجد بركة أو حوض، تم التعرف عليها مؤخرًا على أنها أطلال ياغنا كوند أو مكان النار الطقسي.[بحاجة لمصدر]

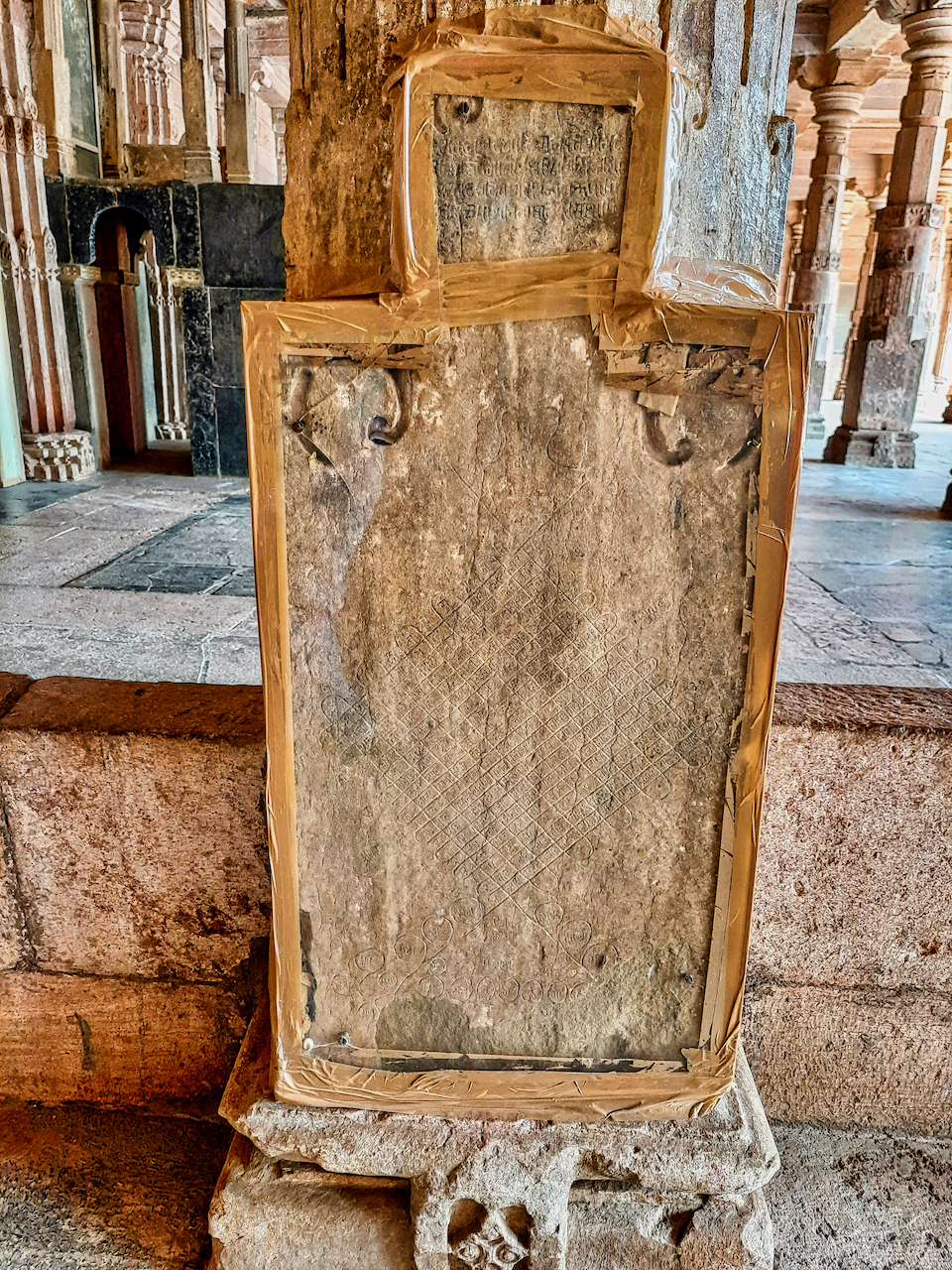
دار، كمال مولا، لوحة منقوشة.

## الاتصال ببوجا وإلهة التعلم
تخبرنا "جريدة" تشارلز إي. لورد لعام 1908 أن البناء كان يُسمى "بوج شالا" (قاعة بوجا) أو "مدرسة راجا بوجا" أو "مادراسا". كان هذا بناءً على الرسوم الهندسية والنقوش التعليمية الأخرى التي وُجدت في الموقع بواسطة ك. ك. ليلي، المشرف على التعليم الحكومي ورئيس قسم الآثار في ولاية دهار. على الرغم من الارتباط بالتعلم، لم يتم العثور في الموقع على تمثال لإلهة التعلم أو سارسواتي. تم العثور على تمثال جيني تالف للإلهة أمبيكا في الموقع في عام 1875، وقد تم التعرف عليه عن طريق الخطأ على أنه سارسواتي لعدة سنوات.

## التطورات الأخيرة
في عام 2024، وصلت الادعاءات حول البناء إلى محكمة ماديا براديش العليا في إندور، وأصدر القاضيان إس. إيه. دارماديكاري وديفنارايان ميشرا تعليمات بإجراء دراسة لـ "كشف غموض" طبيعة المعقد. لاحظت المحكمة أنه "حتى يتم تحديد أو التحقق من طبيعة المكان أو المعبد، فإن الغرض من البناء سيظل محاطاً بالغموض." علاوة على ذلك، "تعزز الحجج التفصيلية في المحكمة من اعتقاد المحكمة وفرضياتها أن طبيعة المعلم بالكامل، التي تديرها الحكومة المركزية، يجب أن تُكشف وتحرر من قيود الارتباك." ويتم انتظار النتائج، ولكن يمكن ملاحظة أنه استجابة للاحتجاجات، أصدر ديوان دولة دهار أمراً في عام 1935 ينص على أن البناء كان مسجداً.